# Yoseh ha-Nasí Ferruziel
Yoseh ha-Nasí Ferruziel, Joseph Ferrizuel o Yosef ibn Ferrusel, apodado el Cidiello o Cidellus, fue el médico judío de Alfonso VI de León, en cuya corte de Toledo (conquistado en 1086) alcanzó gran influencia, siendo considerado consejero o incluso favorito o persona de confianza del rey. Protegió a numerosos judíos que en ese momento encontraban dificultades en Al Ándalus, por la presión a que eran sometidos por las nuevas autoridades almorávides.
Entre los intelectuales que se beneficiaron de su protección y amistad estuvo Yehudah Halevi. El poeta le dedicó una moaxaja (poema bilingüe, en castellano y hebreo):

Responde mio Cidello!, venid
con buena albixiara
como rayo de sol exid
en Guadalajara

Un panegírico sobre su figura le elogiaba de esta forma:

Cuando los grandes y el rey se reúnen en consejo, todos asienten ante Yoseh, espejo de su gloria

La denominación Nasí (príncipe, que también había llevado Hasday ibn Shaprut, médico de Abderramán III) hace referencia a su posición como dirigente de la comunidad judía de todo el reino de Castilla. Acumuló una gran cantidad de propiedades en la ciudad de Toledo y en sus alrededores, que a su muerte fueron confiscadas por la corona.
Cidiello ha de entenderse como el pequeño Cid, castellanización del árabe Sidi (señor), denominación que se utilizaba como título de distinción para el famoso guerrero castellano contemporáneo Rodrigo Díaz de Vivar.